# NGC 204
NGC 204 é uma galáxia lenticular (S0) localizada na direcção da constelação de Pisces. Possui uma declinação de +03° 18' 00" e uma ascensão recta de 0 horas, 39 minutos e 44,2 segundos.
A galáxia NGC 204 foi descoberta em 16 de Outubro de 1827 por John Herschel.